# 적성부정 (1519년)
적성부정 이유(迪城副正 李愈, 1519년 1월 1일 - 1607년 12월 20일)는 조선 중기의 무신이자 군인으로 회안대군의 둘째 아들 창녕군 이태(昌寧君 李泰)의 증손이었다. 자는 사심(士心), 호는 신재(愼齋)이다. 왕자 대군은 적장증손까지 승습이 되었으나 그는 특별히 승음(承蔭)을 입어 부정에 봉작되었다.

## 생애
적성부정 이유는 회안대군의 4대손으로 증조부는 둘째 아들 창녕군 이태이고, 할아버지는 가덕대부 덕림정에 추증된 이백(李栢)이고, 아버지는 숭헌대부 서령부정에 추증된 이장손(李長孫)이다.
군역에 종사하다가 무관으로 출사하여 적순부위에 올랐다. 1605년(선조 38) 회안대군의 후손이 군역에 징집됨을 선조에게 면역을 청원하였다. 1607년(선조 40) 선조에게 다시 청원하여 회안대군을 복권시키고, 그 해 명선대부 적성부정의 품계를 받고 아버지 이장손(李長孫)은 숭헌대부 서령부정에, 할아버지 이백(李栢)은 가덕대부 덕림정에 추봉되었다. 그해 12월 20일에 별세하여 묘소는 아버지 이장손 묘소 근처인 운천 절산에 안장되었다.

## 가계
- 증조부 : 창녕군 이태(1389년 - 1451년 10월 15일)
- 증조모 : 밀양부부인 밀양박씨(密陽府夫人 密陽朴氏, ? - ? 10월 8일) - 판관 박무현(朴武賢)의 딸
- 조부 : 덕림정(德林正 李栢, 1433년 - 1497년 3월 12일) - 자 성무(聖茂) 호 호은(湖隱)
- 조모 : 장성군부인 노씨(長城郡夫人 魯氏, ? - ? 4월 5일) - 참봉 노인지(魯仁智)의 딸
- 아버지 : 서령부정 이장손(瑞寧副正 李長孫, 1474년 - 1541년 2월 20일) - 자 종보(宗甫) 호 낙포(樂圃)
- 어머니 : 담양현부인 김씨(潭陽縣夫人 金氏, 1481년 - 1545년 11월 10일) - 사직 김주(金鑄)의 딸

- 부인 : 신부인 순흥안씨(愼夫人 順興安氏) - 장사랑 안륜(安輪)의 딸, 생 1남
- 부인 : 신부인 청주한씨(? - ? 1월 9일) - 현감 한형(韓亨)의 딸, 생 4남

## 같이 보기
- 회안대군